# شريط عمودي
الشريط العمودي أو القناة (|) هو رمز من رموز الحوسبة، وصورة رمزية ذات استخدامات متعددة في مجالات الرياضيات وفن صياغة الحروف على سبيل المثال.
لهذا الرمز عدة أسماء منها العصا والخرطوم أو الأنبوب.